# Sorry, Sorry
Sorry, Sorry é o terceiro álbum de estúdio da boy band sul-coreana Super Junior, lançado em 12 de março de 2009, pela gravadora SM Entertainment.
O álbum é o terceiro e último lançado pelo grupo com a participação de Han Geng e Kibum, também sendo o último trabalho lançado com a participação dos treze integrantes originais.
Sorry, Sorry foi um sucesso comercial e de crítica na Ásia, tornando-se o álbum mais vendido de 2009 na Coreia do Sul e o álbum em coreano mais vendido no ano de 2009 em países como Taiwan, Tailândia, China e Filipinas. Em menos de uma semana após o anúncio de sua pré-venda, mais de 150,000 cópias foram encomendadas. De acordo com a tabela musical Hanteo Chart, o álbum estreou em primeiro lugar nas paradas, com quase 30,000 cópias vendidas no primeiro dia. O álbum ganhou o Disk Daesang (considerado como o prêmio de Álbum do Ano) no 24º Golden Disk Awards.

## Lista de faixas
| Versões A e B  |                                                     |                                    |                                                                                  |         |  |
| N.º            | Título                                              | Letras                             | Música                                                                           | Duração |  |
| 1.             | "Sorry, Sorry"                                      | Yoo Young-jin                      | Yoo Young-jin                                                                    | 3:51    |  |
| 2.             | "니가 좋은 이유" (Why I Like You)                   | Shiro                              | Jimmy Burney, Steven Lee, Sean Alexander, Pascal Guyon                           | 3:44    |  |
| 3.             | "마주치지 말자" (Let's Not...)                      | Hwanhee, Cho Jun-young             | Hwanhee                                                                          | 3:40    |  |
| 4.             | "앤젤라" (Angela)                                   | Kim Jung-bae                       | Kenzie                                                                           | 3:20    |  |
| 5.             | "Reset"                                             | Park Chang-hak                     | Martin Sutton, Shridhar Ashokkumar Solanki                                       | 3:42    |  |
| 6.             | "Monster"                                           | Kenzie                             | Remee, Timothy Kellett, Robin Anthony Taylor-Firth, Peter Biker                  | 3:47    |  |
| 7.             | "What If"                                           | Kwon Yun-jung                      | Sean Syed Hosein, Dane Anthony Deviller, Jorgen Kjell Elofsson, Adrew G Goldmark | 3:26    |  |
| 8.             | "이별... 넌 쉽니" (Heartquake) (com U-Know e Micky) | Cho Jun-young, July, U-Know, Micky | Cho Jun-young                                                                    | 4:07    |  |
| 9.             | "Club No.1" (com Lee Yeon-hee)                      | Choi Gap-won                       | Gabe Lopez, Angela Peel                                                          | 3:09    |  |
| 10.            | "Happy Together"                                    | Lee Jae-myeong                     | Lee Jae-myeong                                                                   | 3:34    |  |
| 11.            | "죽어있는 것" (Dead At Heart)                       | Park Chang-hyun                    | Park Chang-hyun                                                                  | 4:09    |  |
| 12.            | "Shining Star"                                      | Yoo Young-suk                      | Yoo Young-suk                                                                    | 3:25    |  |
| Duração total: | Duração total:                                      | Duração total:                     | Duração total:                                                                   | 43:59   |  |

| Versões C e D (CD) |                                                     |                                    |                                                                                  |         |  |
| N.º                | Título                                              | Letras                             | Música                                                                           | Duração |  |
| 1.                 | "Sorry, Sorry"                                      | Yoo Young-jin                      | Yoo Young-jin                                                                    | 3:51    |  |
| 2.                 | "그녀는 위험해" (She Wants It)                      | Kim Young-hu                       | Sean Alexander, Jimmy Andrew Richard, Gabriel Steve Lopez, Michael Edward Snyder | 3:55    |  |
| 3.                 | "너라고" (It's You)                                 | E-Tribe                            | E-Tribe                                                                          | 3:51    |  |
| 4.                 | "사랑이 죽는 병" (Love Disease)                     | Wheesung                           | Jimmy Burney, Sean Alexander, Pascal Guyon                                       | 3:30    |  |
| 5.                 | "첫번째 이야기" (Love U More)                       | Ryeowook, Sungmin                  | Ryeowook                                                                         | 3:08    |  |
| 6.                 | "니가 좋은 이유" (Why I Like You)                   | Shiro                              | Jimmy Burney, Steven Lee, Sean Alexander, Pascal Guyon                           | 3:44    |  |
| 7.                 | "마주치지 말자" (Let's Not...)                      | Hwanhee, Cho Jun-young             | Hwanhee                                                                          | 3:40    |  |
| 8.                 | "앤젤라" (Angela)                                   | Kim Jung-bae                       | Kenzie                                                                           | 3:20    |  |
| 9.                 | "Reset"                                             | Park Chang-hak                     | Martin Sutton, Shridhar Ashokkumar Solanki                                       | 3:42    |  |
| 10.                | "Monster"                                           | Kenzie                             | Remee, Timothy Kellett, Robin Anthony Taylor-Firth, Peter Biker                  | 3:47    |  |
| 11.                | "What If"                                           | Kwon Yun-jung                      | Sean Syed Hosein, Dane Anthony Deviller, Jorgen Kjell Elofsson, Adrew G Goldmark | 3:26    |  |
| 12.                | "이별... 넌 쉽니" (Heartquake) (com U-Know e Micky) | Cho Jun-young, July, U-Know, Micky | Cho Jun-young                                                                    | 4:07    |  |
| 13.                | "Club No.1" (com Lee Yeon-hee)                      | Choi Gap-won                       | Gabe Lopez, Angela Peel                                                          | 3:09    |  |
| 14.                | "Happy Together"                                    | Lee Jae-myeong                     | Lee Jae-myeong                                                                   | 3:34    |  |
| 15.                | "죽어있는 것" (Dead At Heart)                       | Park Chang-hyun                    | Park Chang-hyun                                                                  | 4:09    |  |
| 16.                | "Shining Star"                                      | Yoo Young-suk                      | Yoo Young-suk                                                                    | 3:25    |  |
| Duração total:     | Duração total:                                      | Duração total:                     | Duração total:                                                                   | 58:24   |  |

| Versão D (DVD) |                                                    |         |  |
| N.º            | Título                                             | Duração |  |
| 1.             | "Sorry, Sorry" (sessão de fotos das versões A e B) |         |  |
| 2.             | "Sorry, Sorry" (making-of)                         |         |  |
| 3.             | "Sorry, Sorry" (videoclipe)                        |         |  |
| 4.             | "Sorry, Sorry" (sessão de fotos da versão C)       |         |  |
| 5.             | "너라고" (It's You) (making-of)                    |         |  |
| 6.             | "너라고" (It's You) (videoclipe)                   |         |  |

## Desempenho nas tabelas musicais
| País          | Parada                               | Melhor posição |
| ------------- | ------------------------------------ | -------------- |
| Coreia do Sul | Gaon Monthly Chart                   | 1              |
| Taiwan        | G-Music J-pop Chart                  | 1              |
| Taiwan        | G-Music International Chart          | 1              |
| Taiwan        | G-Music Combo Chart                  | 2              |
| Japão         | Oricon Weekly Albums Chart           | 33             |
| Tailândia     | Channel V Asian TOP 50 Year End 2009 | 1              |

## Histórico de lançamento
| Versão          | País          | Data                  | Distribuidora     | Formato  |
| --------------- | ------------- | --------------------- | ----------------- | -------- |
| A               | Coreia do Sul | 12 de março de 2009   | SM Entertainment  | CD       |
| A               | Tailândia     | 9 de abril de 2009    | GMM Grammy        | CD       |
| A               | Taiwan        | 17 de abril de 2009   | Avex Taiwan       | CD       |
| A               | Hong Kong     | 23 de abril de 2009   | Avex Asia         | CD       |
| A               | China         | maio de 2009          | Sky Music         | CD       |
| B               | Coreia do Sul | 12 de março de 2009   | SM Entertainment  | CD       |
| B               | Tailândia     | 9 de abril de 2009    | GMM Grammy        | CD       |
| B               | Taiwan        | 17 de abril de 2009   | Avex Taiwan       | CD       |
| B               | Hong Kong     | 23 de abril de 2009   | Avex Asia         | CD       |
| B               | China         | maio de 2009          | Sky Music         | CD       |
| C               | Coreia do Sul | 14 de maio de 2009    | SM Entertainment  | CD       |
| C               | Hong Kong     | 18 de maio de 2009    | Avex Asia         | CD       |
| C               | Taiwan        | 19 de junho de 2009   | Avex Taiwan       | CD       |
| C               | Filipinas     | 4 de setembro de 2009 | Universal Records | CD       |
| D               | Taiwan        | 14 de agosto de 2009  | Avex Taiwan       | CD + DVD |
| D               | Hong Kong     | 14 de agosto de 2009  | Avex Asia         | CD + DVD |
| Edição japonesa | Japão         | 15 de julho de 2009   | Rhythm Zone       | CD + DVD |